# 伯肯黑德的菲爾德男爵法蘭克·菲爾德

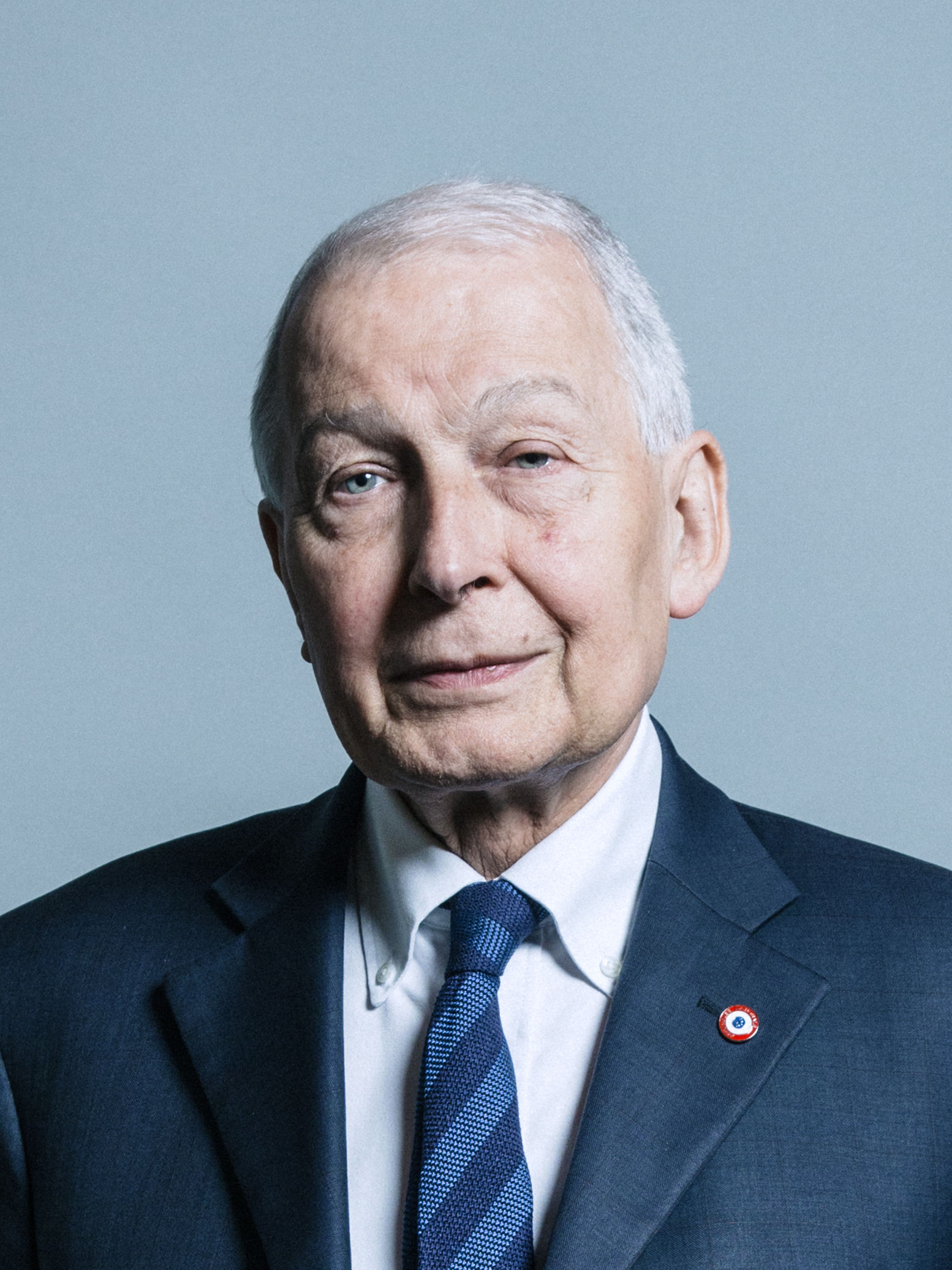

伯肯黑德的菲爾德男爵法蘭克·菲爾德，CH，PC，DL（英語：Frank Field, Baron Field of Birkenhead，1942年7月16日—2024年4月23日）是一位英國政治人物。他出生在倫敦。青年時期是保守黨員，至1960年因反對南非種族隔離政策而退黨並加入工黨。自1979年開始，他擔任伯肯黑德選區選出的英國下議院議員，並於1997至1998年短暫擔任貝理雅政府的副大臣。2018年，他離開工黨，再於翌年創未經註冊的伯肯黑德社會正義黨，並擔任該黨唯一國會議員。